# Eugène Cuif
Eugène Cuif est un homme politique français, né le 10 mai 1900, à Saint-Morel (Ardennes), décédé le 21 juin 1982 dans son village natal.

## Biographie
Après ses études primaires, il se consacre entièrement à son exploitation agricole. Il s'investit dans la politique agricole de son département, les Ardennes.

## Mandats
Tout d'abord maire de sa commune natale, Saint-Morel dès 1933, il est nommé conseiller départemental par le gouvernement en 1943. Il renonce à sa fonction de maire en 1944.
En mars 1952, il accède à la présidence de la Chambre d'agriculture des Ardennes. Cela lui permet de renouer avec les responsabilités politiques : de nouveau membre du conseil municipal de Saint-Morel depuis 1947, il en devient adjoint au maire en 1953, puis est élu conseiller général de Monthois en avril 1955.
Se présentant aux sénatoriales du 19 juin 1955 avec une liste sans étiquette, il remporte l'élection en battant Jacques Bozzi, sénateur sortant SFIO. Membre du groupe des Républicains indépendants du Conseil de la République, il siège à la Commission de l'agriculture et à la Commission de la reconstruction.
Le 2 juin 1958, il vote les pleins pouvoirs au gouvernement de Gaulle, et approuve, le 3 juin, la modification de l'article 90 de la Constitution.
Candidat aux sénatoriales du 26 avril 1959, il n'est pas réélu.
Toujours élu au conseil général des Ardennes (élu de 1955 à 1981), il en exerce la présidence entre 1976 et 1979. Il est par ailleurs conseiller régional de Champagne-Ardenne en 1973, et vice-président de cette institution en 1974.